# پلیزنت گپ (آلاباما)
پلیزنت گپ (به انگلیسی: Pleasant Gap) یک منطقهٔ مسکونی در ایالات متحده آمریکا است که در شهرستان چروکی، آلاباما واقع شده‌است. پلیزنت گپ ۲۱۰٫۰۱ متر بالاتر از سطح دریا واقع شده‌است.